# Eucrostes parvulata
Eucrostes parvulata là một loài bướm đêm trong họ Geometridae.